# Brunfelsia acunae
Brunfelsia acunae är en potatisväxtart som beskrevs av Hadac. Brunfelsia acunae ingår i släktet Brunfelsia och familjen potatisväxter. Inga underarter finns listade i Catalogue of Life.